# Breakfast in America
Breakfast in America é o sexto álbum da banda de rock britânica Supertramp, lançado em 29 de março de 1979 pela A&M Records. Ele foi gravado em 1978 no The Village Recorder em Los Angeles. Quatro singles entraram nas paradas a Billboard nos Estados Unidos: "The Logical Song" (nº. 6), "Goodbye Stranger" (nº. 15), "Take the Long Way Home" (nº. 10) e "Breakfast in America" (nº. 62). No Reino Unido, apenas "The Logical Song" e a "Breakfast in America" entraram, chegando ao top 10.
O álbum ganhou dois Grammy em 1980 e possui a certificação de platina quádrupla pela RIAA. Breakfast in America se tornou o álbum mais vendido do Supertramp, com mais de seis milhões de cópias vendidas apenas nos EUA, ficando em primeiro lugar da Billboard 200 por seis semanas em 1979. Ele também chegou ao primeiro lugar na Noruega, no Canadá, na Austrália e na França, onde é um dos cinco álbuns mais vendidos da história.

## Contexto
Assim como em Even in the Quietest Moments..., Rick Davies e Roger Hodgson escreveram a maioria das músicas sozinhos mas escolheram o tema do álbum em conjunto. O conceito original era um álbum com músicas sobre o relacionamento e conflitos de ideias entre Davies e Hodgson, com o título Hello Stranger (Olá, Estranho). Hodgson explicou: "Nós percebemos que algumas músicas realmente pareciam duas pessoas conversando e falando sobre si. Eu poderia ignorar o modo de pensar dele e ele poderia desafiar meu modo de ver o mundo. (...) Nossas vidas são totalmente diferentes, mas eu o amo. Esse contraste é o que faz o mundo e o Supertramp girarem. Minhas crenças são um desafio às dele e as dele são um desafio às minhas."
Essa ideia eventualmente foi descartada em prol de um álbum com músicas "divertidas", e apesar de Davies ter desejado manter o título Hello Stranger, Hodgson o convenceu a mudá-lo para Breakfast in America. Hodgson comentou mais tarde: "Nós escolhemos esse nome por seu engraçado, Encaixou bem no espírito divertido do álbum." Breakfast in America foi interpretado por muitos como uma sátira da vida estadunidense, por causa do título, da explícita satirização da cultura do país na capa e de três músicas ("Gone Hollywood", "Breakfast in America" e "Child of Vision"). Os membros da banda insistem que as referências foram coincidências e que não há temática satírica. Hodgson disse que o equívoco é igual ao fato de Crime of the Century ser interpretado como um álbum conceitual.
"Gone Hollywood" é a faixa de abertura do disco. Escrita por Davies, a música conta sobre uma pessoa que se mudou para Los Angeles na esperança de se tornar uma estrela de cinema, mas descobre que isso é mais difícil do que ela pensou e fica frustrada até que se torna "the talk of the Boulevard" (o assunto do Boulevard). A letra era originalmente mais sombria, mas por pressão dos membros da banda, Davies a reescreveu para ser mais otimista e comercial.
"Child of Vision" é a faixa final. Assim como "The Logical Song", ela utiliza o piano elétrico Wurlitzer como instrumento principal. Depois do fim da letra, a música entra num solo de piano, tocado junto com a melodia do Wurlitzer. A música vai se reduzindo ao som de um solo de saxofone de John Helliwell. Roger Hodgson disse que a música foi escrita para ser equivalente a "Gone Hollywood", olhando o modo de vida dos estadunidenses, apesar de ele ter admitido conhecer pouco da cultura dos EUA na época do álbum. Ele também admitiu que é possível que ele estivesse subconscientemente pensando em Davies enquanto escrevia.
Por conta do contrato que obriga as músicas do Supertramp a serem creditadas para Davies e Hodgson, é difícil determinar quem escreveu cada música. "The Logical Song", "Breakfast in America", "Take the Long Way Home", "Lord Is It Mine" e "Child of Vision" foram descritas como "músicas de Roger Hodgson", mas, no entanto, isso não significa que ele as escreveu sozinho, já que ele credita a Davies a harmonia vocal de "The Logical Song". Davies disse "há cinco músicas que eu fiz no Breakfast", mas não especifica quais.

## Gravação
O álbum passou por duas rodadas de demos. A primeira foi de demos caseiras, que consistia no compositor (Hodgson ou Davies) cantando e tocando ou o piano acústico ou o piano elétrico Wurlitzer. A segunda foram demos de oito faixas gravadas no Southcombe Studios em Burbank, na Califórnia, durante o fim de Abril e começo de Maio de 1978. Foi durante essas gravações que a banda trabalhou nos arranjos de cada música (exceto por "Take the Long Way Home") e determinou a ordem das faixas.
Para evitar perder tempo mixando, a banda e o time de produtores levaram uma semana experimentando configurações de arranjos diferentes para achar qual era a perfeita. O esforço foi uma perda de tempo, pois os engenheiros de som gastaram mais de dois meses estressantes procurando pelo mix certo, e esse tempo só acabou porque a data de entrega havia chegado, e não porque eles estavam satisfeitos com os resultados.
Tensões entre Hodgson e Davies eram quase inexistentes nesse álbum. O engenheiro Peter Henderson se lembra: "Eles se deram fantasticamente bem e todos estavam muito felizes. Havia um sentimento muito, muito bom e eu acho que todos fomos impulsionados pelas gravações e pela responsabilidade da A&M com eles." Hodgson contestou, dizendo que ele e Davies tinha estilos de vida cada vez mais diferentes e que sentiu que Davies não gostou de muitas músicas e só ficou quieto sobre isso porque sentiu que perderia a discussão. O jornalista Harry Doherty, do Melody Maker, ofereceu uma terceira visão da interação da dupla: "Em três dias com a banda, eu nunca vi Hodgson e Davies conversando, a não ser para trocarem cumprimentos corteses."
Breakfast in America contém diversas músicas tocadas no piano elétrico Wurlitzer. Ele já havia sido usado em músicas mais antigas do Supertramp, como "Dreamer" e "Lady". Seis das dez faias possuem o Wurlitzer,

## Capa
A capa do álbum é a cidade de Nova Iorque vista da janela de um avião. Ela foi projetada por Mike Doud e traz a atriz Kate Murtagh vestida como uma garçonete de nome "Libby" imitando a pose da Estátua da Liberdade, segurando um copo de suco de laranja em vez da tocha numa mão e um cardápio na outra, onde está escrito 'Breakfast in America'. Ela é uma paródia da capa da trilha sonora do filme American Graffiti. No fundo, a cidade tem seus prédios feitos de caixas de cereais, cinzeiros, talheres, caixas de ovos e garrafas de ketchup, vinagre e mostarda, todos pintados de branco. As torres gêmeas do World Trade Center aparecem como duas pilhas de caixas e um prato de comida representa o Battery Park, local de partida da Balsa de Staten Island. A foto da contracapa, que mostra os membros da banda tomando café da manhã enquanto leem jornais de suas respectivas cidades, foi tirada num restaurante chamado Bert's Mad House. A capa foi a base de teorias conspiratórias sobre os ataques de 11 de setembro, porque o 'UP' de 'SUPERTRAMP', que visto num espelho se assemelha a 9 11, é visto acima do WTC. Breakfast in America ganhou o Grammy na categoria Melhor Arte de Álbum, vencendo álbuns de bandas como Talking Heads e Led Zeppelin.

## Recepção
| Críticas profissionais        | Críticas profissionais |
| Avaliações da crítica         | Avaliações da crítica  |
| Fonte                         | Avaliação              |
| ----------------------------- | ---------------------- |
| AllMusic                      | [ 9 ]                  |
| Encyclopedia of Popular Music | 4 de 5 estrelas.       |
| Mojo                          | 4 de 5 estrelas.       |
| Record Collector              | [ 10 ]                 |
| The Rolling Stone Album Guide | 3 de 5 estrelas.       |
| Smash Hits                    | 8/10                   |
| Uncut                         | 3 de 5 estrelas.       |
| The Village Voice             | C+                     |

O crítico Stephen Holden, da revista Rolling Stone, vê Breakfast in America como um avanço sobre a "amostra de meandros, esoterismo igual ao do Genesis" do álbum anterior do Supertramp e o chamou de "um livro didático perfeito sobre o art rock inglês pós-Beatles e focado nos teclados que atinge o equilíbrio mais sagaz entre um classicismo quase sinfônico e o rock and roll... as música são extraordinariamente melódicas e concisamente estruturadas, mostrando a saturação desses músicos no pop estadunidense desde sua mudança para Los Angeles em 1977." Numa avaliação mista, Robert Christgau do The Village Voice disse que o "álbum desonesto" evoca "grunhidos aleatórios de prazer", mas falta substância emocional por causa das letras "volúveis" e da falta de "personalidade vocal (como oposto ao cantar precisamente) e confiança rítmica (como oposto à batida)."
Breakfast in America ficou no topo da Billboard 200 por seis semanas e se tornou o álbum mais vendido do Supertramp, além de criar quatro hits ("The Logical Song", "Goodbye Stranger", "Take the Long Way Home" e "Breakfast in America"). Colin Larkin, escrevendo para a Encyclopedia of Popular Music (2006), disse que o "impecável" álbum "elevou" o Supertramp à "primeira divisão do rock". "The Logical Song" ganhou o prêmio Ivon Novello de "Melhor Música Musicalmente e Liricamente" em 1979. Breakfast in America se tornou o álbum mais famoso da banda. Até a década de 1990, ele já havia vendido mais de 18 milhões de cópias no mundo todo.
Numa avaliação de retrospectiva da AllMusic, Stephen Thomas Erlewine elogiou o álbum por sua "escrita firme, cativante, com músicas pop bem construídas" e o descreveu como a "maior marca da banda". John Doran da BBC Music disse que as composições têm "qualidade imbatível" e afirmou que "qualquer uma das faixas poderia ser single". Tyler Fisher, da Sputnikmusic, disse que os singles são os pontos altos por sua "desonesta cativância" e disse que as baladas são "absolutamente terríveis", Rob Sheffield, escrevendo o The Rolling Stone Album Guide (2004), também sentiu que os "momentos agradáveis" são os pontos altos, incluindo "a alegre "Take the Long Way Home", a adjetivamente louca "Logical Song" e "Goodbye Stranger"". William Pinfold do Record Collector considerou o álbum um "clássico exemplo de soft rock transatlântico perfeitamente tocado e produzido do fim dos anos 1970". Até 2010, o álbum havia vendido mais de 20 milhões de cópias.

### Citações honrosas
Na edição de 1987 da The World Critics List, o crítico Joel Whitburn elegeu Breakfast in America como o quarto melhor álbum da história. Na edição de 1994 do The Guinness All Time Top 1000 Albums, Breakfast in America foi votado o 207º. melhor álbum de rock e pop, e ele foi votado o 69º. melhor álbum de rock britânico de todos os tempos numa votação da Classic Rock em 2006. Os ouvintes da rádio Triple M colocaram o álbum em 43º. lugar na lista de "100 Melhores Álbuns da História". Sabendo do desagrado dos críticos com a banda, a revista Q classificou Breakfast in America em segundo lugar da lista "Álbuns que Está Tudo Bem Amar", em 2006.

## Relançamentos
O álbum foi primeiramente relançado em uma remasterização em CD de ouro pela Mobile Fidelity Sound Lab

### Lançamento de 2002
Em 11 de junho de 2002, a A&M Records relançou Breakfast in America com a arte do álbum original completa. Ela foi remasterizada com as fitas originais de Greg Calbi e Jay Messina no Sterling Sound, Nova Iorque. O relançamento foi supervisionado por Bill Levenson com direção de arte por Vartan e design de Mike Diehl, com coordenação de produção de Beth Stempel. Essa versão usa pouco a compressão, rejeitando a "loudness war" comum nos lançamentos em CD.

### Lançamento deluxe de 2010
Uma edição deluxe foi lançada em 4 de outubro de 2010. Ela possuía um segundo CD incluindo músicas gravadas ao vivo em 1979, particularmente as que não aparecem no Paris.

### Lançamento super deluxe de 2010
Uma edição super deluxe, que foi lançada em 6 de dezembro de 2010, possuía CD duplo, vinil de LP, pôster, DVD, livro de capa dura e outras memorabilias.

### Lançamento em alta definição Blu-ray de 2013
A&M oferece um versão com alta definição Blu-ray do disco. Ela contém o álbum em 3 formatos de áudio diferentes: em 2-Channel PCM 24bit/96 kHz, 2 Channel DTS-Master Audio 24bit/96 kHz e 2-Channel Dolby True-HD 24bit/96 kHz. Essa versão de alta definição só é ouvível em aparelhos que leiam Blu-ray.

### Posições nas paradas
| Paradas (2010)                | Posição |
| ----------------------------- | ------- |
| Bélgica (Ulratop do Flandres) | 7       |
| Bélgica (Ultratop da Valônia) | 86      |
| Espanha (PROMUSICAE)          | 62      |

## Faixas
Todas as faixas creditadas a Rick Davies e Roger Hodgson. A coluna "compositores" credita quem supostamente a escreveu
| Lado A |                        |                |                   |         |  |
| N.º    | Título                 | Compositor(es) | Vocais principais | Duração |  |
| 1.     | "Gone Hollywood"       | Rick Davies    | Davies e Hodgson  | 5:18    |  |
| 2.     | "The Logical Song"     | Roger Hodgson  | Hodgson           | 4:10    |  |
| 3.     | "Goodbye Stranger"     | Davies         | Davies            | 5:50    |  |
| 4.     | "Breakfast in America" | Hodgson        | Hodgson           | 2:38    |  |
| 5.     | "Oh Darling"           | Davies         | Davies            | 3:58    |  |

| Lado B |                                   |                |                                  |         |  |
| N.º    | Título                            | Compositor(es) | Vocais principais                | Duração |  |
| 6.     | "Take the Long Way Home"          | Hodgson        | Hodgson                          | 5:08    |  |
| 7.     | "Lord Is It Mine"                 | Hodgson        | Hodgson                          | 4:08    |  |
| 8.     | "Just Another Nervous Wreck Down" | Davies         | Davies                           | 4:22    |  |
| 9.     | "Casual Conversations"            | Davies         | Davies                           | 2:56    |  |
| 10.    | "Child of Vision"                 | Hodgson        | Hodgson, Davies e John Helliwell | 7:24    |  |

### Edição deluxe
| Disco 2 |                                                               |                |                                  |         |  |
| N.º     | Título                                                        | Compositor(es) | Vocais principais                | Duração |  |
| 1.      | "The Logical Song (ao vivo no Pavillon de Paris)"             | Hodgson        | Hodgson                          | 4:06    |  |
| 2.      | "Goodbye Stranger (ao vivo no Pavillon de Paris)"             | Davies         | Davies                           | 6:11    |  |
| 3.      | "Breakfast in America (ao vivo no Wembley)"                   | Hodgson        | Hodgson                          | 3:05    |  |
| 4.      | "Oh Darling (ao vivo em Miami)"                               | Davies         | Davies                           | 4:21    |  |
| 5.      | "Take the Long Way Home (ao vivo no Wembley)"                 | Hodgson        | Hodgson                          | 4:48    |  |
| 6.      | "Another Man's Woman (ao vivo no Pavillon de Paris)"          | Davies         | Davies                           | 7:32    |  |
| 7.      | "Even in the Quietest Moments (ao vivo no Pavillon de Paris)" | Hodgson        | Hodgson                          | 5:36    |  |
| 8.      | "Rudy (ao vivo no Wembley)"                                   | Davies         | Davies e Hodgson                 | 7:29    |  |
| 9.      | "Downstream (ao vivo no Pavillon de Paris)"                   | Davies         | Davies                           | 3:28    |  |
| 10.     | "Give a Little Bit (ao vivo no Pavillon de Paris)"            | Hodgson        | Hodgson                          | 4:03    |  |
| 11.     | "From Now On (ao vivo no Wembley)"                            | Davies         | Davies                           | 6:53    |  |
| 12.     | "Child of Vision (ao vivo no Pavillon de Paris)"              | Hodgson        | Hodgson, Davies e John Helliwell | 7:32    |  |

## Ficha técnica

### Músicos
- Rick Davies – teclados, vocais, gaita
- Roger Hodgson – guitarras, teclados, vocais
- John Helliwell – saxofone, vocais, madeiras
- Dougie Thomson – baixo
- Bob Siebenberg (creditado como Bob C. Benberg) – bateria, percussão

#### Músico auxiliar
- Slyde Hyde – tuba, trombone

### Produção
- Peter Henderson – produção, engenharia de áudio
- Supertramp – produção
- Lenise Bent – engenheiro assistente
- Jeff Harris – engenheiro assistente
- Greg Calbi – remasterização (2002)
- Jay Messina – remasterização (2002)
- Gary Mielke – programação do sintetizador Oberheim
- Russell Pope – engenhenaria de áudio do show
- Mike Doud – direção de arte, conceito de arte da capa, arte
- Mick Haggerty – direção de arte, design da capa
- Mark Hanauer – fotografia
- Aaron Rapoport – fotografia da capa

## Performance nas paradas

### Paradas semanais
| Paradas (1979)               | Posição |
| ---------------------------- | ------- |
| Australian Kent Music Report | 1       |
| Austrian Albums Chart        | 1       |
| Canadian Albums Chart        | 1       |
| Dutch Albums Chart           | 1       |
| French Albums Chart          | 1       |
| UK Albums Chart              | 3       |
| Norwegian Albums Chart       | 1       |
| New Zealand Albums Chart     | 1       |
| Japanese Albums Chart        | 2       |
| Spanish Albums Chart         | 1       |
| Billboard 200                | 1       |
| Swedish Top 60 Albums        | 2       |
| Italian Albums Chart         | 3       |
| West German Albums Chart     | 1       |

### Paradas de fim de ano
| Paradas (1979)          | Posição |
| ----------------------- | ------- |
| Australian Albums Chart | 1       |
| Austrian Albums Chart   | 2       |
| Canadian Albums Chart   | 1       |
| French Albums Chart     | 2       |
| Italian Albums Chart    | 6       |
| Japanese Albums Chart   | 29      |
| Albums Chart            | 4       |
| Billboard 200           | 5       |
| Paradas (1980)          | Posição |
| Billboard 200           | 21      |

### Singles
| Ano  | Single                   | Parada            | Maior Posição |
| ---- | ------------------------ | ----------------- | ------------- |
| 1979 | "The Logical Song"       | Billboard Hot 100 | 6             |
| 1979 | "The Logical Song"       | UK Singles Chart  | 7             |
| 1979 | "The Logical Song"       | RPM Singles Chart | 1             |
| 1979 | "Goodbye Stranger"       | Billboard Hot 100 | 15            |
| 1979 | "Goodbye Stranger"       | UK Singles Chart  | 57            |
| 1979 | "Goodbye Stranger"       | RPM Singles Chart | 6             |
| 1979 | "Take the Long Way Home" | Billboard Hot 100 | 10            |
| 1980 | "Breakfast in America    | Billboard Hot 100 | 62            |
| 1980 | "Breakfast in America    | UK Singles Chart  | 9             |

## Certificações
| Região                 | Certificação | Unidades certificadas/vendas |
| ---------------------- | ------------ | ---------------------------- |
| Austrália (ARIA)       | Ouro         | 25.000                       |
| Bélgica (BEA)          | Ouro         | 25.000                       |
| Canadá (Music Canada)  | Diamante     | 1.000.000                    |
| França (SNEP)          | Platina      | 3.072.100                    |
| Alemanha (BVMI)        | Platina      | 500.000                      |
| Japão (Oricon Charts)  |              | 178.000                      |
| Países Baixos (NVPI)   | Platina      | 100.000                      |
| Noruega (IFPI Noruega) | Ouro         | 25.000                       |
| Portugal (AFP)         | 2× Ouro      | 40.000                       |
| Espanha (PROMUSICAE)   | 2× Ouro      | 100.000                      |
| Suíça (IFPI Suíça)     | Ouro         | 25.000                       |
| Reino Unido (BPI)      | Platina      | 300.000                      |
| Estados Unidos (RIAA)  | 4× Platina   | 4.000.000                    |

## Prêmios

### Grammy Awards
| Ano  | Vencedor             | Categoria                            |
| ---- | -------------------- | ------------------------------------ |
| 1980 | Breakfast in America | Best Recording Package               |
| 1980 | Breakfast in America | Best Engineered Album, Non-Classical |
| Ano  | Indicado             | Categoria                            |
| 1980 | Breakfast in America | Album of the Year                    |